# Faruk Begolli
Faruk Begolli, född den 14 februari  1944 i Peja i Kosovo i Jugoslavien, död den 23 augusti 2007 i Pristina i Kosovo, var en albansk skådespelare.
Faruk Begolli studerade vid fakultet för drama vid Belgrads universitet och undervisade efteråt scenkonst vid Pristinas universitet. Tillsammans med Enver Petrovci grundade han Dodonateatern i Pristina.